# Sergio Salgado
Sergio Mario Salgado Cofré (Chillán, 12 settembre 1958) è un ex calciatore cileno, di ruolo attaccante.

## Carriera

### Nazionale
Conta 17 presenze in Nazionale, prendendo parte alla Copa América 1987.

## Palmarès

### Club

#### Competizioni nazionali
- Campionato cileno: 4

Unión Española: 1977
Colo-Colo: 1989, 1990, 1991
- Coppa del Cile: 2

Colo-Colo: 1989, 1990

#### Competizioni internazionali
- Coppa Libertadores: 1

Colo-Colo: 1991
- Coppa Interamericana: 1

Colo-Colo: 1991